# Provincia de Medina
La región Medina (árabe: المدينه, Al-Madīnah, AFI: /ælmæˈdiːnæ/) es una de las regiones de Arabia Saudita, situada en el lado oeste del país en la costa del mar Rojo. Tiene una superficie de 151 990 kilómetros cuadrados y una población de 1 777 933 habitantes (1999). Su capital es la ciudad sagrada de Medina. Otras ciudades relevantes son: Yanbu' al-Bahr y Badr Hunayn. El bajá de la provincia es el príncipe Fáisal bin Salmán bin Abdulaziz Al-Saúd, nieto del fundador de la Arabia Saudita, Abdulaziz ibn Saúd.
- Datos: Q236027
- Multimedia: Al Madinah Province / Q236027